# Ernst Höllerhagen
Ernst „Ernie“ Höllerhagen (* 5. Oktober 1912 in Barmen; † 11. Juli 1956 in Interlaken, Schweiz) war ein deutscher Jazzklarinettist und -saxophonist. Daneben spielte er Geige und Akkordeon.

## Leben und Wirken
Höllerhagen begleitete schon als 13-Jähriger als Violinist mit einem Kino-Orchester Stummfilme und galt als musikalisches Wunderkind. Nach einer Ausbildung als Klarinettist am Kölner Konservatorium 1929 spielte Höllerhagen in Tanzorchestern: 1930 bei Max Tichauer, Hagen, und Sam Wooding, 1931 bei Bruno Miller, Hamburg, 1932 bei Jacques Alban. Im selben Jahre wurde er zwanzigjährig zum besten Saxophonisten Deutschlands gekürt und von Kritikern als europäischer Benny Goodman apostrophiert. Er spielte dann z. T. bei niederländischen Bands wie der von Melle Weersma, bei Juan Llossas, Jack Hylton, Marek Weber und John Ouwerx. Später war er Solist bei der „erweiterten“ Goldenen Sieben, bei Kurt Hohenberger und Teddy Stauffer (ab 1939). Den Zweiten Weltkrieg verfolgte er vom schweizerischen Exil aus, wo er zeitweise auch eine eigene Band hatte, mit der Rhythmus-Sektion des ehemaligen Orchesters von Teddy Stauffer: Buddy Bertinat (Klavier), Gene Favre (Bass) und Polly Guggisberg (Schlagzeug). Dort traf er Hazy Osterwald, in dessen Tanzorchester er von 1947 bis zu seinem überraschenden, selbstgewählten Tod spielte.
Bei einem Konzert in Kopenhagen zeigte sich Benny Goodman (Höllerhagens musikalisches Vorbild) von dem virtuosen Klarinettenspiel des europäischen Kollegen beeindruckt. 1949 trat Höllerhagen mit dem im gleichen Jahr gegründeten Jazz-Sextett von Hazy Osterwald auf dem ersten internationalen Jazz-Festival in Paris auf, wo er auch Charlie Parker begegnete. Er legte auch Plattenaufnahmen mit dem Saxophonisten Willie Lewis (in dessen Band er in der Schweiz während des Krieges spielte) und mit Coleman Hawkins vor. Die Begegnung mit Hawkins 1936 in der Schweiz bezeichnete Höllerhagen als seine wichtigste musikalische Begegnung. Wesentliche Jazzaufnahmen von Höllerhagen mit seiner Band sind auf der CD Ernst Höllerhagen: Aufnahmen 1942–1948 der Schweizer Plattenfirma Elite-Special versammelt. Insgesamt spielte er mehr als 550 Titel ein.
Obwohl wegen seiner nach außen getragenen Fröhlichkeit beliebt, litt er an Depressionen und hatte Alkoholprobleme. Seine Frau verließ ihn und ging mit der Tochter in die USA. Hinzu kamen 1956 Gesundheitsprobleme (ein Herzinfarkt und eine Nervenentzündung), die seine Zukunft als Musiker fraglich erscheinen ließen. 1956 setzte er seinem Leben in Interlaken ein Ende; er erhängte sich.